# 刘志汉 (1913年)
刘志汉（1913年—？），男，奉天镇安（今辽宁黑山）人，中华民国军事人物，空军中将，曾任空军指挥参谋学校校长。